# Pintalia decorata
Pintalia decorata är en insektsart som först beskrevs av Philip Reese Uhler 1895.  Pintalia decorata ingår i släktet Pintalia och familjen kilstritar. Inga underarter finns listade i Catalogue of Life.